# Данбар (Небраска)
Данбар (англ. Dunbar) — селище (англ. village) в США, в окрузі Ото штату Небраска. Населення — 165 осіб (2020).

## Географія
Данбар розташований за координатами 40°40′7″ пн. ш. 96°1′51″ зх. д. / 40.66861° пн. ш. 96.03083° зх. д. (40.668679, -96.030868).  За даними Бюро перепису населення США в 2010 році селище мало площу 0,60 км², уся площа — суходіл.

## Демографія
Згідно з переписом 2010 року, у селищі мешкало 187 осіб у 70 домогосподарствах у складі 50 родин. Густота населення становила 314 особи/км².  Було 77 помешкань (129/км²).
Расовий склад населення:
| - 98,9 % — білих - 0,5 % — азіатів |

До двох чи більше рас належало 0,0 %. Частка іспаномовних становила 1,6 % від усіх жителів.
За віковим діапазоном населення розподілялося таким чином: 25,7 % — особи молодші 18 років, 64,1 % — особи у віці 18—64 років, 10,2 % — особи у віці 65 років та старші. Медіана віку мешканця становила 38,5 року. На 100 осіб жіночої статі у селищі припадало 101,1 чоловіків;  на 100 жінок у віці від 18 років та старших — 101,4 чоловіків також старших 18 років.
Середній дохід на одне домашнє господарство  становив 59 312 долари США (медіана — 34 500), а середній дохід на одну сім'ю — 78 706 доларів (медіана — 53 750). За межею бідності перебувало 11,9 % осіб, у тому числі 42,9 % дітей у віці до 18 років та 3,8 % осіб у віці 65 років та старших.
Цивільне працевлаштоване населення становило 114 особи. Основні галузі зайнятості: виробництво — 36,0 %, транспорт — 15,8 %, мистецтво, розваги та відпочинок — 8,8 %, будівництво — 7,9 %.